# Louise O’Neill
Louise O’Neill (geboren 1985) ist eine irische Schriftstellerin, die überwiegend Jugendbücher schreibt. Sie wuchs in Clonakilty im südwestirischen County Cork auf.

## Leben und Werk
O’Neill zog 2010 nach New York, um dort ein Praktikum beim Elle Magazine zu absolvieren. Nach ihrer Rückkehr nach Irland begann sie 2011 die Arbeit an ihrem Erstlingswerk Only Ever Yours, welches 2014 veröffentlicht wurde. Im selben Jahr erhielt sie den Newcomer of the Year-Preis der irischen Sunday Independent sowie den Irish Book Award in der Kategorie Newcomer und im Jahr darauf den Bookseller’s inaugural YA Book Prize.
Ihr zweiter Roman, Asking For It, erschien 2015. Er erreichte Platz eins der irischen Bestsellerliste und wurde mehrfach ausgezeichnet, unter anderem mit der Michael L. Printz Award-Ehrung der American Library Association. Die New York Times beschrieb den Roman als „fesselnd und äußerst wichtig“. Eine deutsche Übersetzung des Romans erschien 2018 unter dem Titel Du wolltest es doch bei Carlsen.
Für beide Romane wurden bereits die Film- bzw. TV-Rechte verkauft.
Basierend auf ihrem zweiten Roman erschien 2016 außerdem der Dokumentarfilm Asking For It?: Reality Bites, in dem O’Neill über sexuelle Übergriffe und „Rape Culture“ in Irland spricht.
Im März 2018 erschien ihr erster Roman für Erwachsene unter dem Titel Almost Love und bereits zwei Monate darauf ihr drittes Jugendbuch The Surface Breaks, eine feministische Nacherzählung von Hans Christian Andersens Die kleine Meerjungfrau.
Außerhalb ihrer Arbeit als Romanautorin schreibt O’Neill auch als selbstständige Journalistin für unterschiedliche irische Zeitungen und Zeitschriften. Im Jahre 2016 steuerte sie außerdem ein Essay zu dem Sammelband I Call Myself A Feminist bei, in dem junge Autorinnen darlegen, weshalb sie sich als Feministinnen verstehen.
Ihr Werk After the Silence wurde 2020 mit einem Irish Book Award als „Crime Fiction Book of the Year“ ausgezeichnet.

## Werke
- 2014: Only Ever Yours
- 2015: Asking For It (D 2018: Du wolltest es doch)
- 2016: I Call Myself A Feminist
- 2018: Almost Love
- 2018: The Surface Breaks
- 2020: After The Silence